# ذا كومي رول
ذا كومي رول، قاعدة كومي، (بالإنجليزية: The Comey Rule) هو مسلسل تلفزيوني قصير من حلقتين، من النوع الدرامي. من المقرر عرضه على شوتايم قبل الانتخابات الرئاسية الأمريكية 2020. تدور أحداث المسلسل حول الصدام بين مدير مكتب التحقيقات الفيدرالي چيمس كومي، الذي يستند المسلسل إلى مذكراته المعنونة بعنوان "ولاء أعلى"، وبين الرئيس دونالد ترامب.
يقوم چيف دانييلز بأداء دور چيمس كومي، ويؤدي الممثل الأيرلندي برندان جليسون دور دونالد ترامب.
كان من المقرر عرض المسلسل بعد الانتخابات الرئاسية الأمريكية، لكن بعدما واجه هذا القرار نقدًا إلى جانب بيان صدر عن چيمس كومي يعبر فيه عن خيبة أمله من تأخر عرضه، قُدم موعد العرض ليكون قبل الانتخابات وقدم معد المسلسل ومخرجه رسالة اعتذار لفريق العمل بخصوص موعد عرضه.

## استشهادات
1. ↑   {{استشهاد ويب}}: استشهاد فارغ! (مساعدة)
2. ↑  "مسلسل عن صدام بين ترامب ومدير مكتب التحقيقات الفيدرالي المقال يعرض قبل الانتخابات". سبوتنك. 24 يونيو 2020. مؤرشف من الأصل في 2020-09-02. اطلع عليه بتاريخ 2020-08-31.
3. ↑  "مسلسل تلفزيوني عن الصدام بين ترامب وكومي سيذاع قبل انتخابات الرئاسة على الأرجح". رويترز العربية. 24 يونيو 2020. مؤرشف من الأصل في 2020-08-31. اطلع عليه بتاريخ 2020-08-31.